# Erlbach (Drau, Erlbrücke)
Der Erlbach ist ein Bach im Drautal, wo er über weite Strecken die Grenze zwischen den Gemeinden Abfaltersbach und Anras (Bezirk Lienz) markiert. Der Erlbach entspringt südöstlich der Kropfkarscharte (Deferegger Alpen) und mündet bei Erlbrücke (Gemeinde Anras) in die Drau.

## Verlauf
Der Erlbach entspringt südöstlich der Kropfkarscharte (2459 m ü. A.) zwischen dem Rauchegg (2594 m ü. A.) im Westen und dem Weißlachberg (2671 m ü. A.) im Norden. Er fließt in der Folge nach Süden bzw. Südosten und nimmt mehrere Quellbäche auf, die unterhalb der Abfalterer Alm bzw. im Bereich der Ascher Alm entspringen. Weitere markantere Zuflüsse entspringen am Ragglerboden und im Ascher Wald und münden rechts- bzw. linksseitig in den Erlbach. Im Unterlauf fließt der Erlbach rechtsseitig an den Ortsstellen Beim Troger, Abfaltern und Abfaltersbach (alle Gemeinde Abfaltersbach) vorbei, während linksseitig die Orte Kollreid, Gebreiten und Erlbrücke (alle Gemeinde Anras) das Ufer säumen. Im Norden von Abfaltersbach und Erlbrücke fließt der Erlbach zudem unterhalb von Drautal Straße und Drautalbahn, bevor er südlich von Erlbrücke zunächst in einen kleinen Teich (Ausschotterungsbecken Erlbach) und danach in die Drau mündet. 